# Troy Mellanson
Troy Mellanson (* 22. Dezember 1981 in Gray’s Farm) ist ein Fußballspieler aus Antigua und Barbuda.

## Verein
Melanson spielte zunächst in seinem Heimatland für Future Stars FC und Empire FC. Im Alter von 23 Jahren ging er schließlich in die Vereinigten Staaten, wo er für die Indiana Wesleyan University in Marion, Indiana spielte. 2006 wechselte er schließlich zur University of South Carolina Upstate nach Spartanburg, South Carolina, ein Jahr später ging er aufs Greensboro College nach Greensboro, North Carolina. Anfang 2008 unterschrieb er einen Vertrag bei Kalamazoo Outrage aus Kalamazoo, Michigan. Doch schon im gleichn Jahr wechselte er zurück in die Heimat zu den Sap FC Bolans und gewann 2009 und 2014 die nationale Meisterschaft. Seit 2015 spielt er für den Ligarivalen Ottos Rangers.

## Nationalmannschaft
Von 2008 bis 2011 spielte er achtmal für die A-Nationalmannschaft seines Heimatlandes.

## Erfolge
- Antiguanisch-Barbudischer Meister: 2009, 2014